# Literatura alemanya

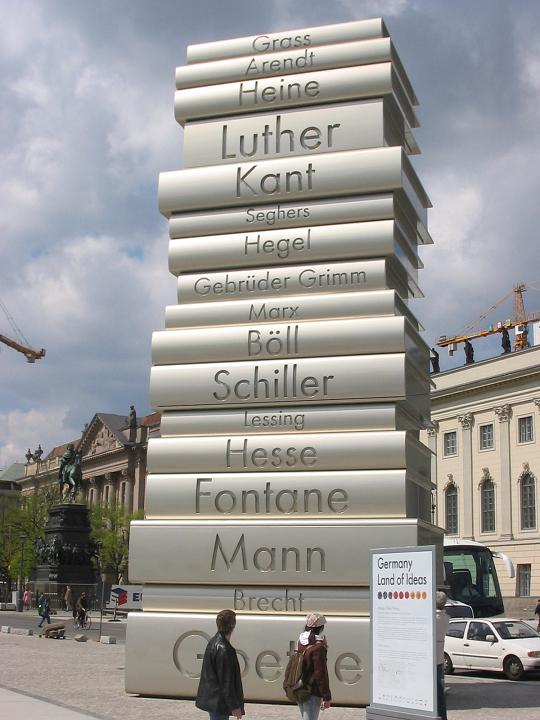
"Impressió de llibres moderns" ("Modern Book Printing") en el Passeig de les Idees de Berlín, a Alemanya – construït l'any 2006 per commemorar l'invent de Johannes Gutenberg, c. 1445, de l'impremta mòbil occidental. L'escultura conté llibres amb els noms dels principals escriptors de la literatura alemanya: Grass, Arendt, Heine, Luter, Kant, Seghers, Hegel, els germans Grimm, Marx, Böll, Schiller, Lessing, Hesse, Fontane, Mann, Brecht i Goethe.

La literatura alemanya comprèn les obres escrites en llengua altoalemanya, més coneguda com a llengua alemanya, i en els seus dialectes a Alemanya, Àustria i Suïssa, entre altres països. La periodització d'aquesta literatura esdevé més controvertida a mesura que hom s'acosta als temps moderns.

## Literatura altomedieval

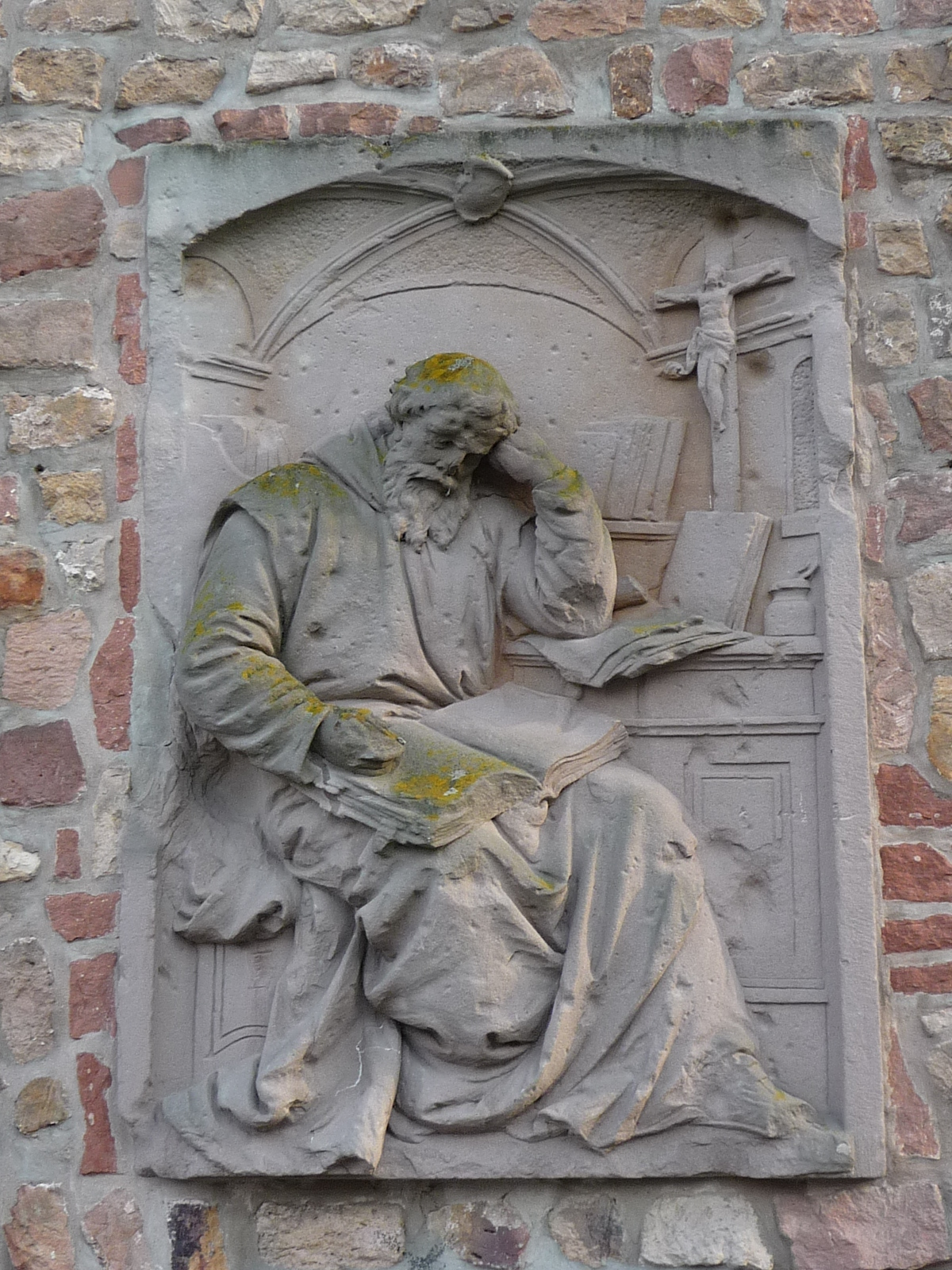
Representació d'Otfried von Weißenburg a Wissembourg.

Els primers texts en alemany són del segle viii. A causa del monopoli de l'escriptura per part del clergat, la temàtica és majoritàriament de caràcter religiós, com les traduccions llatines de l'Evangelienbuch d'Otfrid von Weissenburg, el primer escriptor alemany de nom conegut. Des dels inicis, la literatura alemanya es trobava en competència amb la que s'escrivia en llatí, i aquesta situació s'ha mantingut amb alts i baixos fins a començaments del segle xix.
Quant a la literatura pagana o laica, es troben restes molt antigues de cançons o Leich en alemany antic. Al mateix temps, es coneixen gràcies a l'edició dels germans Grimm, al segle xix, alguns texts medievals com els Conjurs de Merseburg. Entre la poesia que perviscut fins als nostres dies en alt alemany, trobem l'èpica Hildebrandslied ('cançó d'Hildebrand'), les obres de Notker de Sankt Gallen i el Muspilli. També el Ludwigslied en honor de Lluís III (escrit vers 881-2). Tanmateix, una part d'aquesta literatura es mantingué oralment fins que, a partir de la baixa edat mitjana, passà en part als manuscrits.

## Literatura baixmedieval
Algunes primeres obres escrites estrictament en alemany pròpiament dit segueixen el model dels grans romans francesos, la qual cosa és una mostra de la interconnexió entre les cultures germàniques i la cultura llatina heretada de l'Imperi romà. Són cançons narratives, usualment en vers, que giren al voltant d'un cavaller famós i les seves aventures. Es transmetien oralment per part de joglars i trobadors, anomenats Minnesänger en alemany, i per això els documents que es conserven mostren només una de les versions possibles de la història.
Els cicles més coneguts giren al voltant de Perceval (poemes com Parsifal, Erek o Iwein) i la recerca del sant Greal, els amors de Tristany i Isolda i les aventures al voltant de l'anell dels Nibelungs o el Gudrun. Entre els seus autors més reconeguts, es troba Hartmann von Aue. Hildegard von Bingen, que va iniciar una tradició mística d'importància, va escriure només en llatí, però va influir notablement en aquest període.

## Literatura renaixentista
Els primers nuclis renaixentistes són molt primerencs en la literatura alemanya. De finals del segle xiv és el diàleg Der Ackermann aus Böhmen ('El camperol de Bohèmia'), amb el qual s'inaugura el gènere del diàleg en alemany, un gènere específic dels humanistes i en què es contraposen la visió medieval del món i la renaixentista. Els escriptors provenen no sols dels estaments clericals i nobles, ans també de la cada vegada més forta burgesia urbana, i en alguns casos dels artesans i pagesos, que trauran inspiració de la tradició oral de cançons, refranys, facècies (Till Eulenspiegel, Schildbürger, Reineke Fuchs...), o dels ambients universitaris (Faust). Molt important serà la traducció de la Bíblia a l'alemany pel reformador Martí Luter, en què aquest autor aconsegueix de crear una llengua de gran força i autenticitat, i que esdevindrà modèlica per a tota la literatura posterior. Dins del teatre, destaca l'autor Hans Sachs.

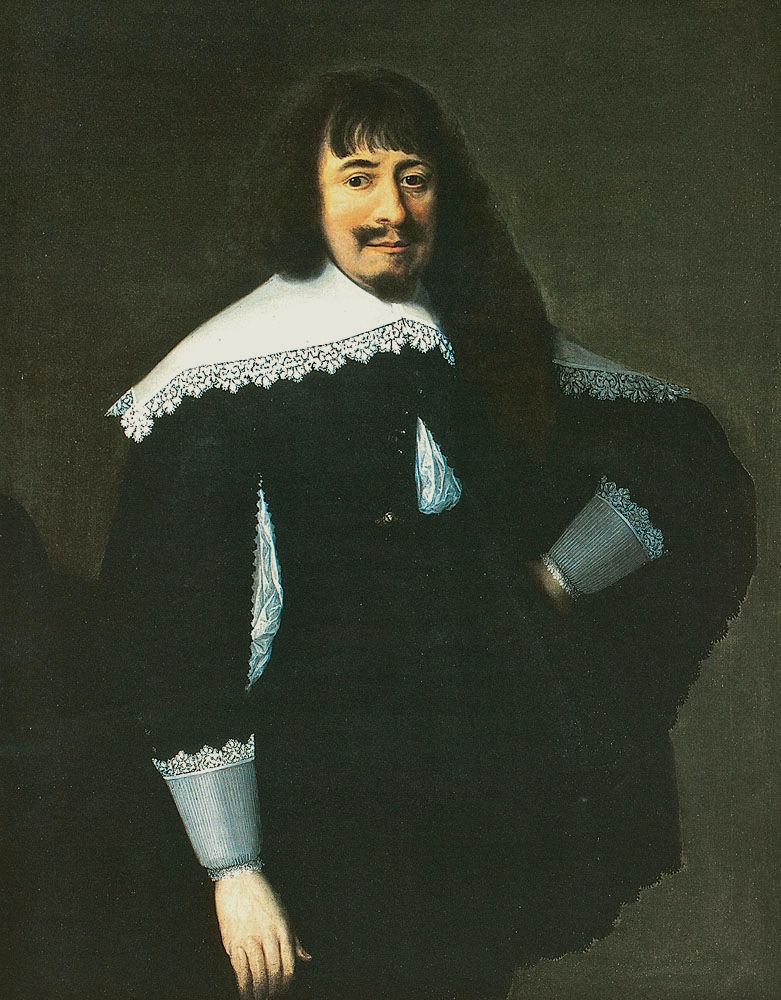
Martin Opitz.

## Literatura barroca
Davant del predomini creixent del llatí, que amenaça de desplaçar el conreu literari de l'alemany, molts escriptors reaccionaran i defensaran l'ús de la pròpia llengua. Són bàsics els manifests en aquest sentit per part del poeta Martin Opitz, escrit, el primer, simptomàticament en llatí –Aristarchus sive de contemptu linguae teutonicae-, i el segon, en alemany –Das Buch der deutschen Poeterey. Sorgeixen institucions i acadèmies, les Sprachgesellschaften, de defensa i foment de la llengua alemanya per gran part del país. I a l'entorn d'aquests cercles, van apareixent nombroses obres gramaticals i una abundosa producció lírica, més aviat escassa en el teatre, en què el predomini del llatí és aclaparador, i en la novel·la. Són cercles predominantment àulics, encara que també hi hagi escriptors d'origen burgès –com el mateix Opitz-, i enfront dels quals es genera una narrativa d'autors d'extracció més popular clarament influïda per la novel·la picaresca castellana, sobretot Les aventures de Simplicius Simplicissimus, en què les emocions extremes posen en problemes constants el protagonista.

## La Il·lustració
La il·lustració (Aufklärung) es va fer esperar a Alemanya i no prengué embranzida fins a la segona meitat del segle xviii. Com que refusava gairebé del tot la literatura anterior en alemany, va passar a imitar models francesos, especialment en el teatre en un primer moment. Més endavant, sobretot en les obres de Lessing, es desenvoluparà un teatre d'inspiració
burgesa en els seus conflictes amb la noblesa. Aquest mateix autor, que teoritzà també àmpliament sobre el teatre, va exposar els ideals de tolerància de la Il·lustració en el drama Nathan der Weise. Johann Joachim Winkelmann amb els seus escrits sobre la cultura grega clàssica preparà el classicisme de Weimar. El moviment, que ignorava intencionadament gairebé tota la producció literària en alemany anterior, i més encara la del barroc, fomentà l'ús de la llengua alemanya en l'escriptura, i ara no solament contra el llatí, sinó també contra el francès, que cada vegada anava tenint més influència.

## Sturm und Drang
El moviment Sturm und Drang, que es va desenvolupar durant la segona meitat del segle xviii i que es considera precursor del romanticisme, va llençar la literatura alemanya a la fama internacional. El seu nom, tempesta i força, reflecteix el seu esperit, atent a la passió, a l'individualisme i a tot allò oposat al racionalisme, que havia assolit un paper dominant a Alemanya durant la Il·lustració. Prové d'una obra homònima de Friedrich Maximilian von Klinger. Johann Gottfried von Herder va ser el principal teoritzador del moviment i entenia la poesia com a expressió del progrés cultural dels pobles. Calia inspirar-se tant en els models de l'antiguitat clàssica com en la literatura popular, i fer-ho amb la lliure capacitat creadora de l'individu.

## Weimarer Klassik

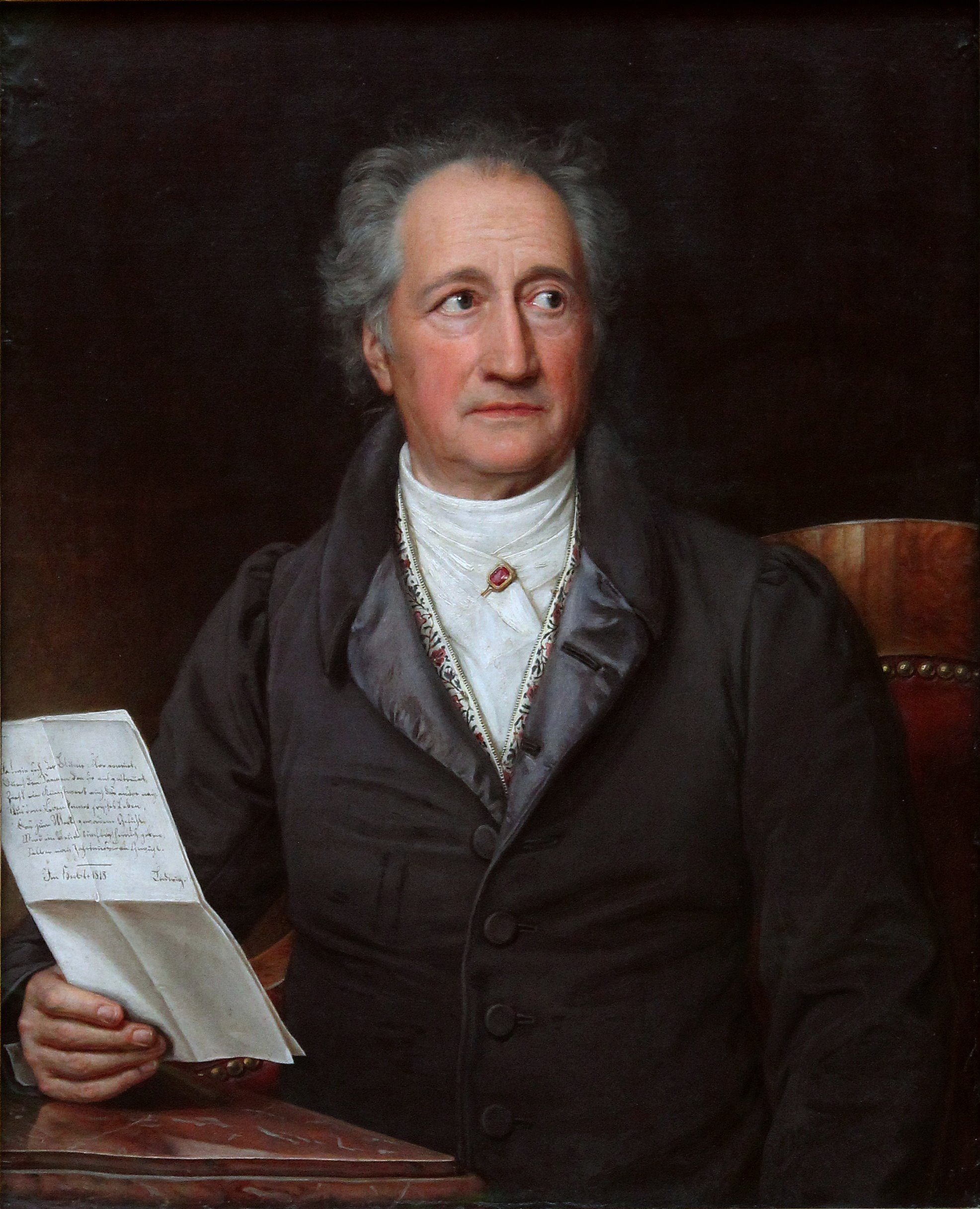
Johann Wolfgang von Goethe, el 1828.

L'època clàssica de la literatura alemanya (s. XVIII-XIX) ha rebut el seu nom gràcies a la ciutat de Weimar, lloc on vivien les figures dominants d'aquells temps: Goethe i Friedrich von Schiller. Altres autors importants en són Hölderlin i Kleist. El seu propòsit era la creació d'una comunitat de gent bella i bona que vivia en harmonia i treballava tant per a l'individu com per a la comunitat. L'exemple que calia seguir eren els ideals i les millors realitzacions de la Grècia i la Roma democràtiques.

## Romanticisme
Similar a altres països, aquesta literatura del s. XIX és una contrareacció al racionalisme de l'època i, per tant, s'orienta cap a la natura, cap a mites i llegendes populars (sobretot de l'edat mitjana) i els sentiments i passions humanes, així com envers l'afirmació tràgica de l'individualisme i una nova concepció religiosa. El romanticisme és, en part, un gir respecte a les idees de la Il·lustració del segle anterior, si bé és un deutor de les seves idees. Tot i que té amb antecedents a Anglaterra i Escòcia, bona part dels texts més importants del romanticisme europeu i les seves línies teòriques s'originen en l'àmbit germànic. Alguns dels seus noms més importants són Novalis, Heinrich von Kleist, Heinrich Heine, Friedrich Schlegel, Adelbert von Chamisso o E.T. A. Hoffmann.
Seguint Herder, van mostrar gran interès per la literatura popular i no solament per l'escrita en alemany, sinó també la de moltes altres llengües. En aquest aspecte, la influència del romanticisme alemany sobre altres literatures, i molt especialment les de les nacions emergents -txecs, finlandesos, irlandesos- va ser decisiva.

## LaJove Alemanya(Das Junge Deutschland)
Aquest moviment es formà entre intel·lectuals burgesos decebuts en veure que després de les lluites independentistes contra Napoleó es retornava, en el congrés de Viena (1814-1815), a l'absolutisme de sempre. Entenien la literatura com un mitjà d'agitació política a favor de la revolució burgesa i la unitat de la nació. Molts d'ells s'identificaren amb el proletariat que començava a organitzar-se. Les obres de la Jove Alemanya van ser prohibides el 1835 i molts dels autors (Heine, Büchner...) van haver d'exiliar-se o van patir presó.

## ElBiedermeier
S'anomena així el corrent literari anterior a la revolució de 1848. Molts autors, atemorits davant la restauració absolutista, opten per refugiar-se en el suposat idil·li de la vida burgesa en les petites ciutats provincianes i en la contemplació de la natura, i tot plegat finament idealitzat. N'és característica la preferència per les formes breus,
tant en la lírica com en la prosa (Uhland, Mörike, Storm, Stifter...). El nom ve donat per un terme despectiu cap a la burgesia per part dels seus detractors.

## Realisme i naturalisme
La influència del realisme francès va ser molt notable i els escriptors
anaren abandonant la prudència i timidesa del Biedermeier, i donaren
entrada a temàtiques més agosarades i realistes (Theodor Fontane,
Gottfried Keller, Wilhelm Raabe...), sense aconseguir mai un gran ressò
internacional, contràriament al que passava amb el realisme anglès, francès
o rus. El naturalisme arribà tard i no tingué gran desplegament, amb la
important excepció del teatre de Gerhart Hauptmann.

## Inicis del segle XX

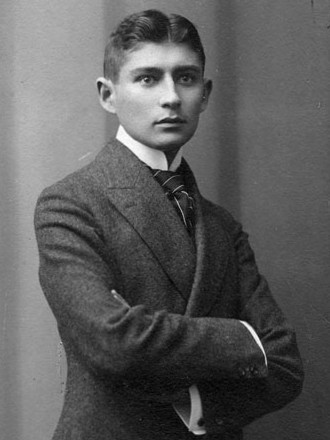
Franz Kafka.

Paral·lelament al realisme, sorgeix el moviment de l'expressionisme, estès
el primer terç del segle xx, i que reprèn molts aspectes de moviments
anteriors: l'afany pel gran gest del barroc, l'irracionalisme tant del Sturm und Drang com del romanticisme, i el pessimisme
o la desesperació, més encara després de la Primera Guerra Mundial.
L'expressionisme és present en tots els gèneres i sol afectar només un
primer període en la producció dels autors (Trakl, Georg Heym, Benn, Kafka, Döblin, Toller...).
El període d'entreguerres recull molts autors iniciats ja a primers de segle i que ara
arriben a la maduresa. Són els anys de les grans novel·les de tons força
realistes dels germans Mann, de Döblin, de Hesse, dels Zweig, del teatre
de Bertolt Brecht, de la poesia de Rilke, Benn, de Lasker Schüler..., i de molts escrits de Franz Kafka.
La novel·la considerada més important segons un grup d'experts fou Der Mann ohne Eigenschaften, escrita en el període d'entreguerres per Robert Musil.

## La literatura nacionalsocialista
A partir de la instauració del nazisme a Alemanya, l'any 1933, tota la
literatura que no se sotmeté a la ideologia d'aquell règim va ser prohibida.
Els escriptors que no l'acceptaren van haver d'exiliar-se o publicar en la
clandestinitat en condicions molt precàries i riscs evidents. La ideologia
nazi, d'arrels neoromàntiques, exaltava les forces irracionals, el passat
heroic de l'ètnia germànica, el cabdillatge (Führertum), la sang i el sòl (Blut und Boden), els alemanys com a poble sense espai vital (Volk
ohne Raum) i com a salvadors d'occident enfront de suposades barbàries
asiàtiques o confabulacions judeomaçòniques. El maig de 1945, en
acabar la Segona Guerra mundial, la literatura nacionalsocialista, que
tenia molts precedents en la dels anys anteriors al triomf del nazisme,
desaparegué gairebé del tot.

## La literatura del runam
En la postguerra va desenvolupar-se la Trümmerliteratur o la literatura del runam. El representant major va ser Wolfgang Borchert (1921-1947), pacifista i soldat malgrat seu, que al curt període entre el seu retorn de la guerra i la seva mort de les malalties agafades a la campanya de Rússia va impremtar el renaixement literari de la república traumatitzada pel nazisme i la desfeta.

## La literatura contemporània
El daltabaix de la ideologia nazi, la catàstrofe bèl·lica i la penosa reconstrucció del país són temes recurrents de la literatura alemanya de postguerra en tots els gèneres, tant en la narrativa (Heinrich Böll, Günter Grass...), el teatre (Wolfgang Borchert, Friedrich Dürrenmatt, Peter Weiss...) com la lírica (Ingeborg Bachmann, Johannes Bobrowski, Peter
Huchel...).
En quedar dividit el país en dos estats sotmesos a les ideologies contraposades de la guerra freda, es desenvoluparen dues literatures que en gran part s'ignoraven intencionadament entre si. Aquesta actitud fou sensiblement més forta a la República Federal envers els autors de la República Democràtica que no pas al revés –són ben coneguts els boicots al teatre de Bertolt Brecht per part dels grans escenaris de la República Federal. Amb l'absorció de la República Democràtica per part de la Federal es va superar la dicotomia anterior.
Ocorregué el fenomen de la literatura intercultural Migrantenliteratur, provenint els autors migrants principalment d'Itàlia, Turquia i l'Iran. Els autors principals d'aquesta literatura intercultural alemanya són: Feridun Zaimoglu, Emine Sevgi Özdamar, Akif Pirinçi i el més popular, d'origen siri, Rafik Schami.